# Reserva índia de Tampa
La reserva índia de Tampa és una de les sis reserves índies seminola regides per la tribu reconeguda federalment Tribu Seminola de Florida. Està situada al comtat de Hillsborough (Florida). Alguns residents de la Reserva Brighton parlen el muskogi, en lloc del mikasuki parlat per altres seminoles, així com la tribu Miccosukee.

## Desenvolupament econòmic i història
El Seminole Hard Rock Hotel and Casino Tampa es troba a la reserva a Tampa (Florida), així com el Hard Rock Cafe, Green Room, i una cadena de menjars.
La reserva de Tampa fou fundada en 1980 en nou acres de terra. Ruby Tiger Osceola i 17 membres de la seva família s'hi traslladaren des de Bradenton cap a la reserva a requeriment del seu cap James E. Billie. En 2002 tenia una població de 200 residents.

## Reserves
Les altres cinc reserves de la Tribu Seminola de Florida són:
- Reserva índia de Big Cypress, la més gran del territori, de 212,306 km², als comtats de Broward i Hendry[4]
- Reserva índia de Hollywood (abans reserva Dania), de 2,1 km²,[5] al comtat de Broward[4]
- Reserva índia Immokalee, al comtat de Collier
- Reserva índia de Fort Pierce, de 0,2 km² al comtat de St. Lucie, cedida a la tribu el 1995 pel Departament de l'Interior dels Estats Units
- Reserva índia de Brighton, de 147,86 km², al comtat de Glades[4]